# Patricia Remak
Patricia Joan Remak-Boerenstam (* 16. Juli 1965 in Amsterdam) ist eine ehemalige niederländische Politikerin surinamischer Herkunft. Von 1998 bis 2002 war sie Mitglied der Zweiten Kammer des niederländischen Parlaments.

## Leben
Remak studierte Steuerrecht an der Universität Leiden und hat bei den niederländischen Zollverwaltung gearbeitet. Von 1997 bis 1998 war sie Beigeordnete für die liberale Volkspartij voor Vrijheid en Democratie in der Teilgemeinde Amsterdam-Zuidoost. 1998 wurde sie Mitglied der Zweiten Kammer. 2003 wurde sie Mitglied des Parlaments der Provinz Nordholland. Juni 2005 verließ sie die Fraktion der VVD und war bis 2007 unabhängiges Mitglied des Parlaments der Provinz.
Im Januar 2007 wurde Patricia Remak wegen Betrug verurteilt. Sie erhielt ein Wartegeld als ehemaliges Mitglied der Zweiten Kammer, obwohl sie dazu nicht berechtigt war, weil sie als Mitglied des Parlaments der Provinz Nordholland ein beträchtliches Einkommen erhielt. 2008 wurde sie in der Berufung zu sechs Monaten Haft verurteilt.